# Attantané
Attantané (auch: Atantané) ist eine Landgemeinde im Departement Mayahi in Niger.

## Geographie

### Lage und Gliederung
Attantané liegt in der Sahelzone. Die Nachbargemeinden sind Guidan Amoumoune im Nordwesten, Tchaké im Nordosten, Mayahi im Südosten, Sarkin Haoussa im Südwesten und Maïyara im Westen. Im Süden von Attantané verläuft das Trockental Goulbi N’Kaba. Bei den Siedlungen im Gemeindegebiet handelt es sich um 37 Dörfer, 108 Weiler und 9 Lager. Der Hauptort der Landgemeinde ist das Dorf Attantané.

### Klima
In Attantané herrscht trockenes Wüstenklima vor.
|                        | Jan  | Feb  | Mär  | Apr  | Mai  | Jun  | Jul  | Aug  | Sep  | Okt  | Nov  | Dez  |   |      |
| Mittl. Temperatur (°C) | 21,1 | 24,2 | 28,1 | 31,5 | 32,4 | 31,6 | 29,0 | 27,1 | 28,8 | 29,4 | 26,1 | 22,0 | ⌀ | 27,6 |
| Mittl. Tagesmax. (°C)  | 29,2 | 32,6 | 36,5 | 39,5 | 39,5 | 37,9 | 34,3 | 31,7 | 34,9 | 36,8 | 34,0 | 30,0 | ⌀ | 34,7 |
| Mittl. Tagesmin. (°C)  | 13,6 | 16,2 | 19,3 | 22,6 | 24,7 | 25,7 | 24,4 | 23,2 | 23,5 | 22,1 | 18,4 | 14,5 | ⌀ | 20,7 |
|                        |      |      |      |      |      |      |      |      |      |      |      |      |   |      |
| Niederschlag (mm)      | 0    | 0    | 0    | 1    | 9    | 16   | 59   | 109  | 39   | 5    | 0    | 0    | Σ | 238  |
|                        |      |      |      |      |      |      |      |      |      |      |      |      |   |      |
| Sonnenstunden (h/d)    | 10,3 | 10,5 | 10,8 | 11,2 | 11,5 | 11,5 | 10,0 | 8,5  | 10,4 | 10,6 | 10,3 | 10,2 | ⌀ | 10,5 |
|                        |      |      |      |      |      |      |      |      |      |      |      |      |   |      |
| Regentage (d)          | 0    | 0    | 0    | 0    | 1    | 3    | 7    | 10   | 5    | 1    | 0    | 0    | Σ | 27   |
|                        |      |      |      |      |      |      |      |      |      |      |      |      |   |      |
| Luftfeuchtigkeit (%)   | 17   | 12   | 10   | 13   | 25   | 41   | 59   | 71   | 57   | 25   | 17   | 18   | ⌀ | 30,5 |

| 13,6 |

| 16,2 |

| 19,3 |

| 22,6 |

| 24,7 |

| 25,7 |

| 24,4 |

| 23,2 |

| 23,5 |

| 22,1 |

| 18,4 |

| 14,5 |

| 13,6 |

| 16,2 |

| 19,3 |

| 22,6 |

| 24,7 |

| 25,7 |

| 24,4 |

| 23,2 |

| 23,5 |

| 22,1 |

| 18,4 |

| 14,5 |

| N i e d e r s c h l a g | 0   | 0   | 0   | 1   | 9   | 16  | 59  | 109 | 39  | 5   | 0   | 0   |
|                         | Jan | Feb | Mär | Apr | Mai | Jun | Jul | Aug | Sep | Okt | Nov | Dez |

## Geschichte
Vor der Ankunft der Franzosen zu Beginn des 20. Jahrhunderts gehörte Attantané zum unabhängigen Staat Gobir. Der britische Reiseschriftsteller A. Henry Savage Landor besuchte das Dorf Goumza, das heute zum Gemeindegebiet von Attantané gehört, 1906 im Rahmen seiner zwölfmonatigen Afrika-Durchquerung. Die Landgemeinde Attantané ging 2002 im Zuge einer landesweiten Verwaltungsreform aus einem Teil des Kantons Mayahi hervor.

## Bevölkerung
Bei der Volkszählung 2012 hatte die Landgemeinde 71.928 Einwohner, die in 8842 Haushalten lebten. Bei der Volkszählung 2001 betrug die Einwohnerzahl 47.732 in 5925 Haushalten.
Im Hauptort lebten bei der Volkszählung 2012 2207 Einwohner in 299 Haushalten, bei der Volkszählung 2001 1397 in 173 Haushalten und bei der Volkszählung 1988 910 in 125 Haushalten.
In ethnischer Hinsicht ist die Gemeinde ein Siedlungsgebiet von Azna, Gobirawa und Tuareg.

## Politik
Der Gemeinderat (conseil municipal) hat 19 gewählte Mitglieder. Mit den Kommunalwahlen 2020 sind die Sitze im Gemeinderat wie folgt verteilt: 12 PNDS-Tarayya, 4 MNSD-Nassara, 1 MODEN-FA Lumana Africa, 1 MPN-Kiishin Kassa und 1 RPP-Farilla.
Jeweils ein traditioneller Ortsvorsteher (chef traditionnel) steht an der Spitze von 36 Dörfern in der Gemeinde, darunter dem Hauptort.

## Wirtschaft und Infrastruktur
Die Gemeinde liegt in einer Zone, in der Regenfeldbau betrieben wird. In den 1980er Jahren wurde im Hauptort eine Getreidebank etabliert. In Attantané gibt es außerdem zahlreiche Viehweiden, die jedoch immer kleiner werden, was zu Konflikten führt. Zudem breiten sich auf einigen Weiden nicht als Futter geeignete Pflanzen aus. In 26 Dörfern gibt es Grundschulen. Der Analphabetismus bei Erwachsenen ist weit verbreitet. Beim Centre de Formation aux Métiers d’Attantané (CFM Attantané) handelt es sich um ein Berufsausbildungszentrum. Gesundheitszentren des Typs Centre de Santé Intégré (CSI) sind im Hauptort sowie in den Siedlungen Amani Aréwa, Maïbagaï und Toubounda vorhanden.